# Myzus kawatabiensis
Myzus kawatabiensis är en insektsart. Myzus kawatabiensis ingår i släktet Myzus och familjen långrörsbladlöss. Inga underarter finns listade i Catalogue of Life.